# VL Tuisku
Die VL Tuisku war ein finnisches Schulflugzeug aus den 1930er Jahren.

## Geschichte und Konstruktion
Arvo Ylinen, Chefkonstrukteur der staatliche Flugzeugfabrik Valtion lentokonetehdas, war Projektleiter bei der Entwicklung dieses Flugzeuges für die finnischen Luftstreitkräfte.
Der erste Prototyp wurde 1933 gebaut und am 10. Januar 1934 von Leutnant U.E. Mäkelä erstmals geflogen. Die Serienproduktion begann ein Jahr später. Innerhalb von zwei Jahren wurden 30 Flugzeuge gebaut. Diese erhielten die Identifizierungs-Codes TU-149 bis TU-179. Die Tuisku war das erste finnische Flugzeug mit einem geschweißten Stahlrohr-Rahmen.
Von diesem Flugzeug wurden drei Versionen gebaut, eine Version mit Schwimmern, eine für die Pilotenschulung und eine zur Schulung von Aufklärern. Das Flugzeug wurde bis 1949 von allen finnischen Geschwadern eingesetzt.
Eine erhaltene Tuisku mit dem Namen „Sokeri-Sirkku“, (TU-178) ist im Luftfahrtmuseum in Vantaa (Suomen Ilmailumuseo) ausgestellt. Von einer weiteren (TU-169) ist der Rumpf erhalten, der im Lager des Museums aufbewahrt wird.
Vor der alten staatlichen Flugzeugfabrik in Tampere steht eine weitere restaurierte Tuisku.

## Varianten
- Tuisku: Prototyp
- Tuisku I: Erste Serienausführung

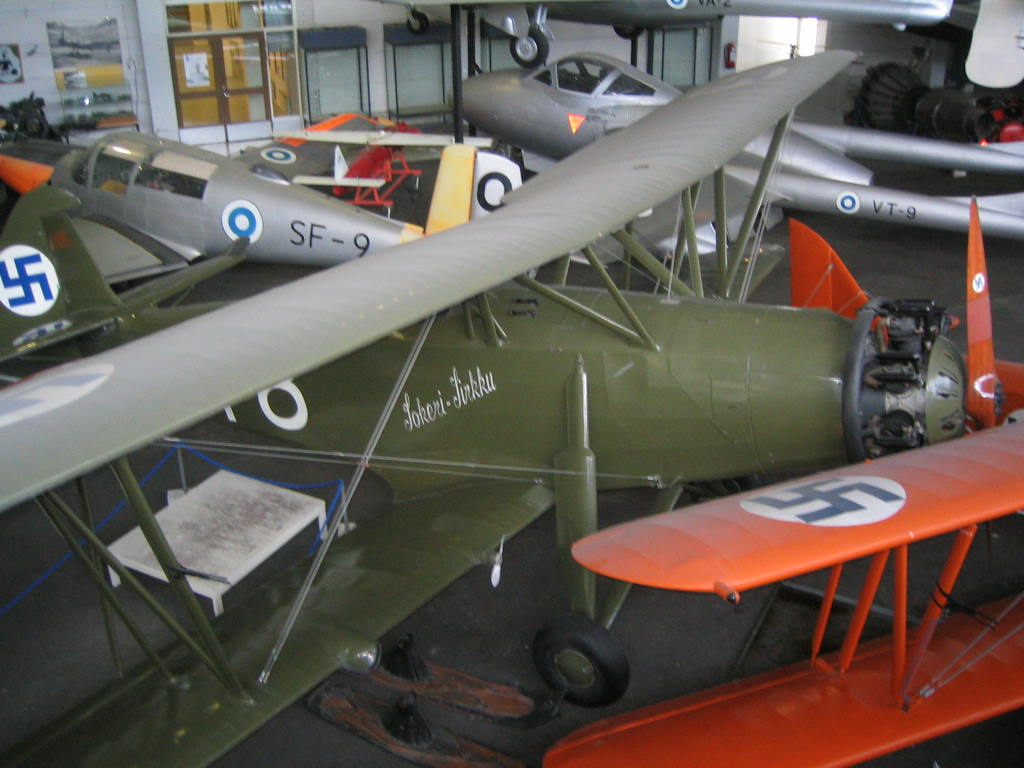
VL Tuisku im Luftfahrtmuseum beim Flugplatz Helsinki-Vantaa

- Tuisku II: Verbesserte Ausführung mit einem 160 kW leistenden Sternmotor Armstrong Siddeley Lynx

## Militärische Nutzung
- Finnland

## Technische Daten
| Kenngröße             | Daten                                                              |
| --------------------- | ------------------------------------------------------------------ |
| Besatzung             | 2                                                                  |
| Länge                 | 12,10 m                                                            |
| Spannweite            | 9,35 m                                                             |
| Höhe                  | 3,26 m                                                             |
| Flügelfläche          | 33,65 m²                                                           |
| Leermasse             | 990 kg                                                             |
| max. Startmasse       | 1625 kg                                                            |
| Reisegeschwindigkeit  | 170 km/h                                                           |
| Höchstgeschwindigkeit | 207 km/h                                                           |
| Dienstgipfelhöhe      | 4400 m                                                             |
| Reichweite            | 1150 km                                                            |
| Triebwerke            | 1 × Sternmotor Armstrong Siddeley Lynx IVC mit 160 kW (215 PS)     |
| Bewaffnung            | 2 × 7,65-mm-Maschinengewehre 4 × Übungsbomben zu je 12,5 bis 25 kg |